# Julia Teresa Tallon
Julia Teresa Tallon (6 de maio de 1867 - 10 de março de 1954) - na religiosa Mary Teresa - foi uma religiosa católica americana das Irmãs da Santa Cruz que fundou os Visitantes Paroquiais de Maria Imaculada.  Tallon nasceu de imigrantes irlandeses na cidade de Nova York e ingressou na vida religiosa em Indiana, apesar dos protestos de sua família. 
Tallon recebeu o título de Servo de Deus em 20 de fevereiro de 2013 sob o Papa Bento XVI, quando a causa da beatificação foi introduzida na Arquidiocese de Nova York.

## Vida
Julia Teresa Tallon nasceu em uma fazenda no estado de Nova York em 1867 como a sétima dos oito filhos dos imigrantes irlandeses Peter Tallon (1827 – 21 de setembro de 1872) e Bridget Duffy (1827 – 8 de agosto de 1905). Após a morte de seu primeiro marido, Peter Tallon, ela se casou com John Bogan. Seus irmãos eram:
- William Tallon
- Ellen Tallon (morreu aos seis anos)
- Elizabeth Tallon (morreu aos seis anos)
- Alice Cecilia Dunn (1855 - 13 de fevereiro de 1939) - casou-se com Patrick Dunn (1845-1913) e teve um filho James B. Dunn (1876-1956)
- Mary Bloomfield (1861 – outubro de 1929) – casou-se com David A. Bloomfield (1866–1912)

A partir de 1879 sentiu um forte chamado para entrar na vida religiosa como irmã, apesar dos protestos de sua mãe e irmãos que não aprovaram sua decisão. Sua mãe em particular – apesar de sua profunda fé – não aprovou a decisão de sua filha, embora fosse impotente para impedir que isso se materializasse.  Independentemente da opinião deles, ela se juntou às Irmãs da Santa Cruz em 30 de abril de 1887 e residiu com a ordem em seu convento até 1920, após a conclusão da Primeira Guerra Mundial.  Tallon fundou os Visitantes Paroquiais de Maria Imaculada em Nova York em 15 de agosto de 1920 – uma ordem que agora opera na Nigéria e nas Filipinas.
Tallon sofreu de doenças incapacitantes nas duas últimas décadas de sua vida e escondeu o fato de que estava doente, embora alguns de seus colegas soubessem disso. Em 10 de fevereiro de 1954 ela estava gravemente doente depois de sofrer uma queda em seu quarto e passou o mês seguinte com dores. Ela morreu na noite de 10 de março de 1954, assim que suas irmãs concluíram a recitação do rosário ao lado de sua cama.  
Seus restos mortais foram exumados para inspeção canônica e transferidos em 16 de outubro de 2015 e depois realocados pela última vez em 9 de dezembro de 2015. 

## Causa de beatificação
O processo de beatificação foi aberto na Arquidiocese de Nova York em 20 de fevereiro de 2013 sob o Papa Bento XVI, depois que a Congregação para as Causas dos Santos emitiu o oficial " nihil obstat " (nada contra) à causa e a intitulou como Serva de Deus; A notícia disso foi dada à arquidiocese em 28 de fevereiro de 2013. O processo diocesano foi aberto em 16 de abril de 2013 e concluído em 13 de janeiro de 2015, quando o cardeal Timothy Dolan inaugurou e concluiu o processo. A CCS recebeu todas as caixas de documentação em 22 de janeiro de 2015 e validou o processo em 29 de abril de 2016.
O postulador designado para a causa é o Dr. Waldery Hilgeman e a vice-postuladora é a Irmã Maria Catherine.